# San Cebrián de Campos
San Cebrián de Campos é um município da Espanha na província de Palência, comunidade autónoma de Castela e Leão, de área 32,50 km² com população de 498 habitantes (2007) e densidade populacional de 14,46 hab/km².

## Demografia
| Variação demográfica do município entre 1991 e 2004 | Variação demográfica do município entre 1991 e 2004 | Variação demográfica do município entre 1991 e 2004 | Variação demográfica do município entre 1991 e 2004 |
| --------------------------------------------------- | --------------------------------------------------- | --------------------------------------------------- | --------------------------------------------------- |
| 1991                                                | 1996                                                | 2001                                                | 2004                                                |
| 538                                                 | 567                                                 | 536                                                 | 471                                                 |

## Links
- Información, Historia y Fotografías(em castelhano)